# Maskirovka
A maskirovka (em russo:  маскировка, lit. mascaramento), é uma doutrina militar soviética desenvolvida a partir do início do século XX, que abrange uma ampla gama de medidas de desinformação militar.
Essas medidas incluem, dentre outras, a ocultação e o mimetismo de tropas e equipamentos, enganar o inimigo com réplicas e manequins, e manobras destinadas a negar informações, confundir e enganar. A Enciclopédia Militar Soviética de 1944 define a maskirovka como "meios de assegurar as operações de combate e as atividades diárias das forças; uma complexidade de medidas direcionadas a enganar o inimigo quanto à presença e disposição de forças". Versões posteriores da doutrina passaram a incluir meios estratégicos, políticos e diplomáticos, e a manipulação de fatos, situação e percepções para afetar a mídia e a opinião pública no mundo todo ou em países específicos, de modo a alcançar ou facilitar objetivos táticos e estratégicos, nacionais e internacionais.
A maskirovka contribuiu para as grandes vitórias soviéticas na Segunda Guerra Mundial, incluindo a Batalha de Stalingrado, a Batalha de Kursk e a Operação Bagration. Nesses casos, a surpresa foi alcançada apesar de concentrações muito grandes de forças, tanto no ataque quanto na defesa. A doutrina também foi colocada em prática em tempo de paz, com operações de desinformação em eventos como a Crise dos Mísseis de Cuba, a Primavera de Praga e a anexação da Crimeia.

## Desenvolvimento da doutrina
A doutrina russa da maskirovka evoluiu com o tempo e abrange vários significados. O termo russo maskirovka (маскировка) tem como correspondente direto em língua portuguesa o termo mascaramento. Um significado militar primitivo era o de camuflagem, logo estendida ao mascaramento do campo de batalha usando fumaça e outros métodos de encobrimento. A partir disso, veio a ter o significado mais amplo de dissimulação militar, ampliando para incluir a negação e a enganação.

### Antecedentes históricos

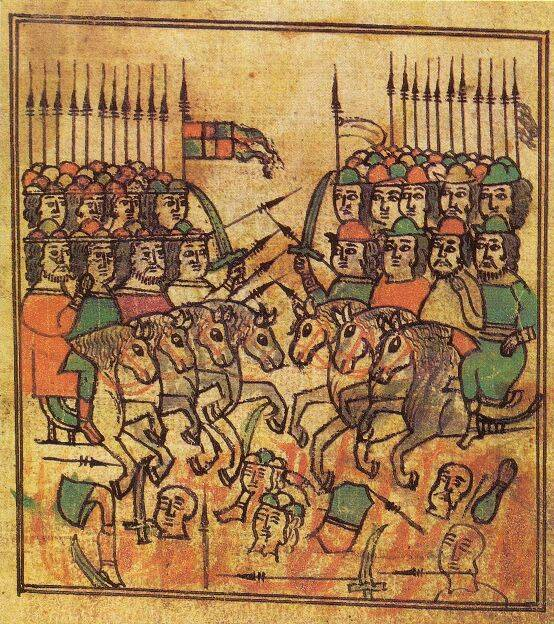
Na Batalha de Kulikovo em 1380, o exército moscovita de Demétrio derrotou um exército mongol muito maior, ao surpreendê-lo.

A prática da desinformação militar antecede a própria Rússia. A Arte da Guerra, atribuída ao antigo estrategista militar chinês Sun Tsu, descreve uma estratégia de desinformação: "Eu forçarei o inimigo a tomar nossa força pela fraqueza e nossa fraqueza por força, e assim transformarei sua força em fraqueza". No início da história da Rússia, na Batalha de Kulikovo, em 1380, o Príncipe Dmétrio Donskói derrotou os exércitos da Horda Dourada mongol usando o ataque surpresa de um regimento escondido na floresta. As táticas dessa batalha ainda são citadas em escolas de cadetes russas.

### Antes da Segunda Guerra Mundial
O exército russo contou com uma escola dedicada a ensinar técnicas de desinformação, criada em 1904 e dissolvida em 1929. Enquanto isso, a desinformação militar foi desenvolvida como uma doutrina na década de 1920. A diretriz soviética de 1924 para comandos superiores afirmava que estratégias operacionais de dissimulação deveriam ser "baseadas nos princípios de atividade, naturalidade, diversidade e continuidade, e inclui o sigilo, a imitação, as ações demonstrativas e a desinformação".
O Regulamento de Campo do Exército Vermelho, de 1929, afirma que "a surpresa tem um efeito atordoante sobre o inimigo. Por essa razão, todas as operações das tropas devem ser realizadas com a maior ocultação e velocidade".
A ocultação era para ser atingida confundindo o inimigo com movimentos, camuflagem e uso de terreno, velocidade, uso da noite e de neblina, e por meio do sigilo. "Assim, na arte militar soviética durante a década de 1920, a teoria operacional da maskirovka foi desenvolvida como um dos meios mais importantes de obter surpresa nas operações".
As Instruções sobre Batalha Profunda, de 1935, e depois as Normas de Campo, 1936, salientam crescentemente a importância da desinformação em batalhas. Em particular, as Instruções definem os métodos para obter surpresa como a superioridade aérea, tornar as forças móveis e manobráveis, ocultar concentração de forças, manter segredo de preparações de fogo, enganar o inimigo, ocultação com fumaça e desinformação técnica, e usar a escuridão como cobertura. Na invasão russa da Finlândia em 1939, uma camuflagem branca, adaptada ao terreno coberto por neve, foi usada pelas tropas soviéticas.

### Conceito de 1944

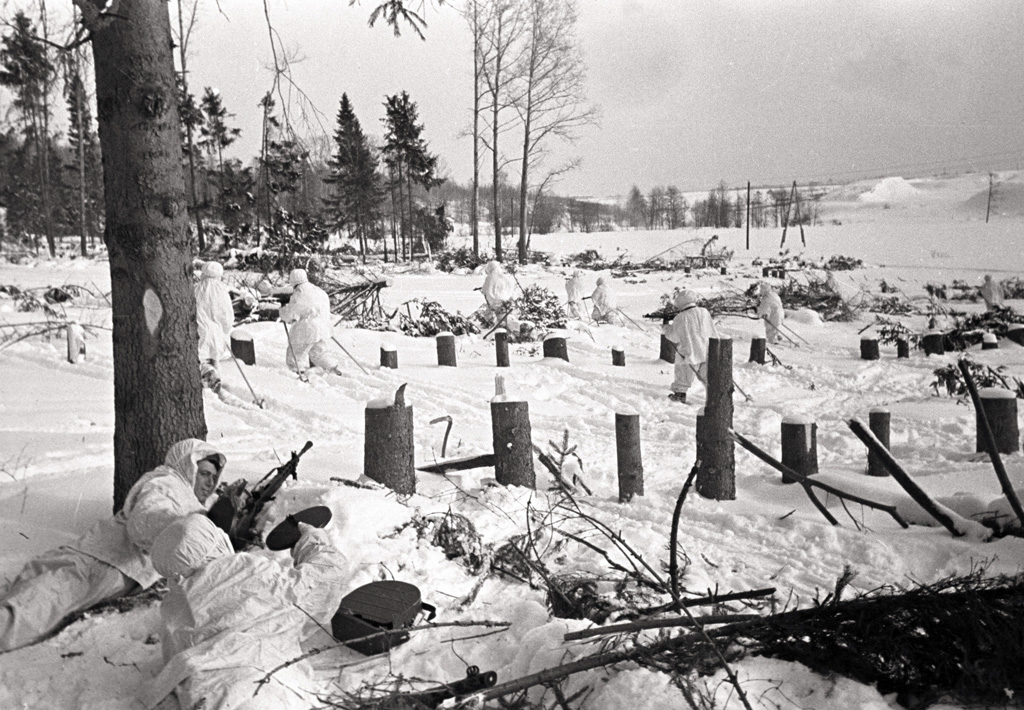
Uso precoce: Soldados do Exército Vermelho com camuflagem de neve durante a Batalha de Moscou, em dezembro de 1941.

A Enciclopédia Militar Soviética de 1944 define o logro militar como o meio de assegurar as operações de combate e as atividades diárias das forças, e desinformar o inimigo sobre a presença e a disposição de forças, objetivos, prontidão de combate e planos. Ela afirma que o engodo militar contribui para alcançar a surpresa, preservando a prontidão de combate e a integridade dos objetivos.

### Conceito de 1978
A Enciclopédia Militar Soviética de 1978 define o logro militar de maneira semelhante, colocando mais ênfase nos níveis estratégicos e explicitamente incluindo medidas políticas, econômicas e diplomáticas, além das militares. Ela repete amplamente o conceito da enciclopédia de 1944, mas acrescenta que  
A maskirovka estratégica é realizada a nível nacional e de teatro [de guerra] para enganar o inimigo quanto às capacidades políticas e militares, intenções e timing das ações. Nessas esferas, como a guerra é apenas uma extensão da política, ela inclui medidas políticas, econômicas e diplomáticas, bem como medidas militares.

## Doutrina moderna

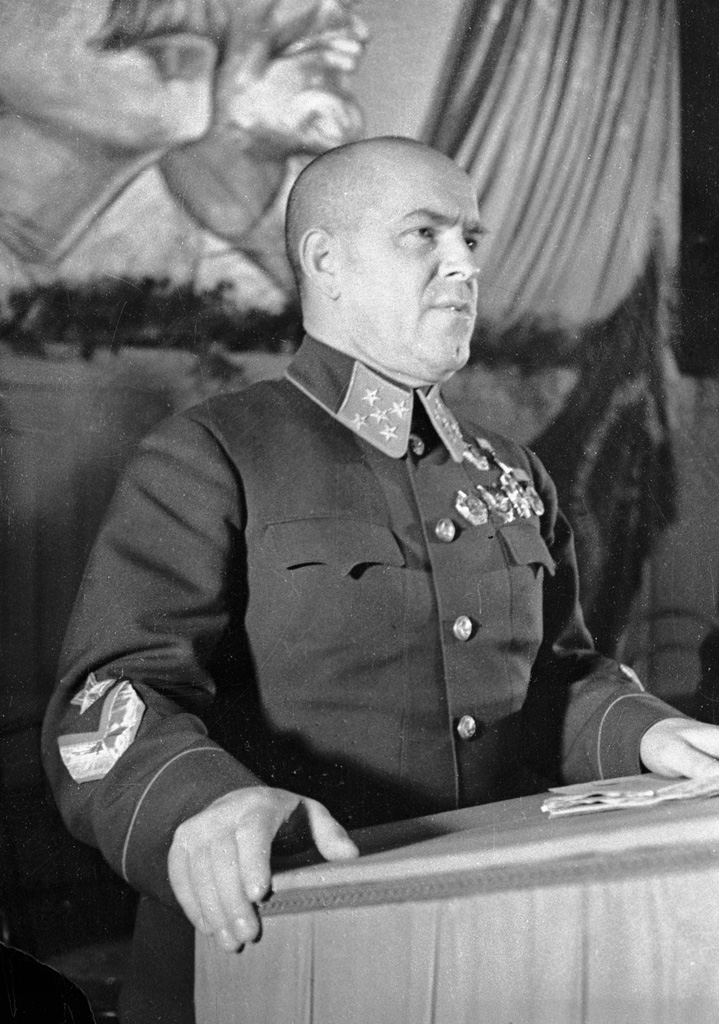
Gueorgui Júkov foi um dos principais defensores das táticas de maskirovka.

O termo maskirovka é amplamente definida como uma estratégia russa de dissimulação militar.
O termo maskirovka é geralmente distinguido de khitrost, que é o dom pessoal do comandante de perspicácia e astúcia, parte de sua habilidade militar. A maskirovka é uma doutrina praticado por toda a organização, e não carrega o senso de astúcia pessoal nem implica que o engodo seja pensado como "mal".
Michael Handel lembra os leitores, no prefácio ao livro do analista militar David Glantz, da alegação de Sun Tzu em A Arte da Guerra de que toda a guerra é baseada no engano. Handel sugere que o engano é uma parte normal e necessária da guerra. O objetivo da dissimulação militar é a surpresa, vnezapnost, e consequentemente esses dois conceitos são naturalmente estudados juntos.
No entanto, segundo o analista militar William Connor, a doutrina de dissimulação militar, no sentido soviético, cobre muito mais do que camuflagem e engano, e possui também a conotação do controle ativo do inimigo. Segundo ele, na época da Operação Bagration, em 1944, argumenta Connor, a doutrina russa do engano militar já incluía todos esses aspectos. O significado evoluiu na prática e doutrina soviética para incluir objetivos estratégicos, políticos e diplomáticos, em outras palavras, operando em todos os níveis. Isso difere das doutrinas ocidentais de desinformação, e das doutrinas de guerra da informação, por sua ênfase nos aspectos pragmáticos.

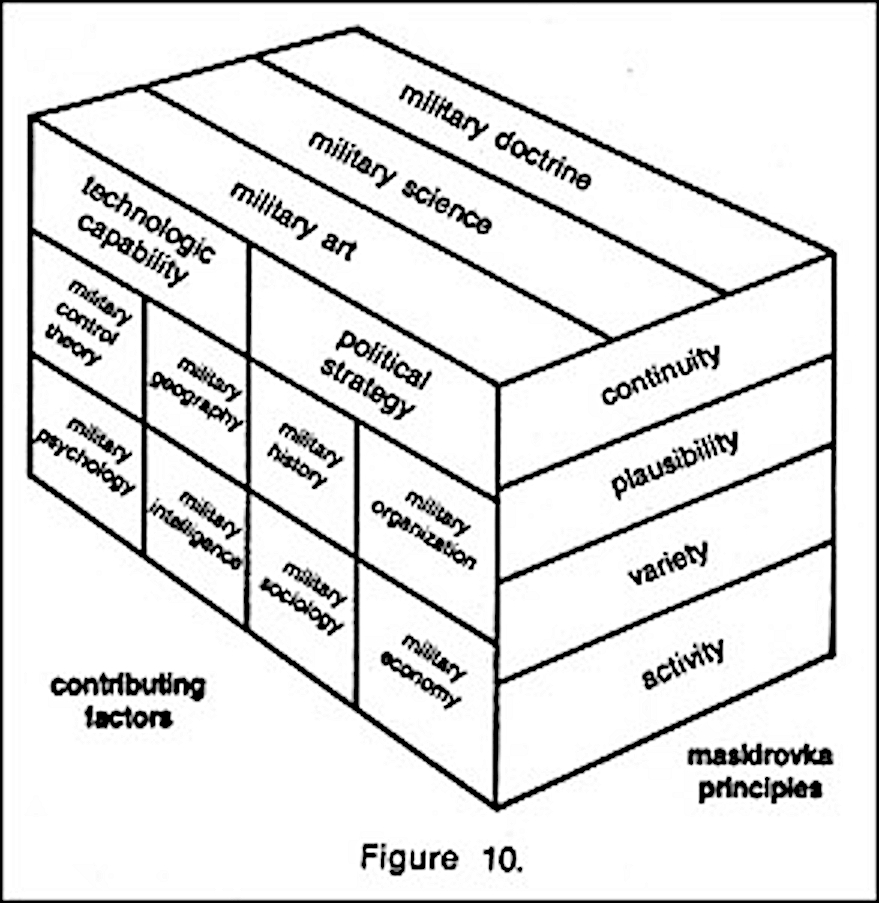
Uma visão ocidental: a desinformação militar soviética em diferentes níveis operacionais de guerra, como teorizada pelo pesquisador de defesa americano Charles Smith.

Na inteligência militar, a doutrina russa corresponde aproximadamente às noções ocidentais de negação e engano. O Glossary of Soviet Military Terminology do Exército dos Estados Unidos de 1955 definiu a maskirovka como "camuflagem; ocultação; disfarce". O International Dictionary of Intelligence de 1990 definiu-a como o termo da inteligência militar russa (GRU) para dissimulação (no sentido de engano). O Historical Dictionary of Russian and Soviet Intelligence, de Robert Pringle, de 2006, definiu-a como um logro estratégico. The Art of Darkness, de Scott Gerwehr, resumiu-a como engano e segurança operacional. O historiador Tom Cubbage comentou que o engano militar foi um enorme sucesso para os soviéticos, e era algo para ser usado tanto na guerra quanto em tempo de paz. Um artigo no The Moscow Times explicou:
"Mas maskirovka tem um significado militar mais amplo: engano estratégico, operacional, físico e tático. Na terminologia militar americana, isso é chamado de CC & D (camuflagem, ocultação e engano) ou, mais recentemente, D & D (negação e decepção). É a coisa toda - desde homens com máscaras de esqui ou uniformes sem insígnias, até atividades secretas, transferências ocultas de armas, até iniciar uma guerra civil, mas fingindo que você não fez nada disso."
O pesquisador de defesa americano Charles Smith identificou diferentes dimensões do engano militar russo. Ele dividiu em vários tipos (óptico, térmico, radar, rádio, som/silêncio) e em vários ambientes (aquáticos, espaciais, atmosfera); cada um envolvendo medidas ativas ou passivas e aspectos organizacionais (mobilidade, nível e organização). Seus níveis são os militares convencionais (estratégicos, operacionais e táticos) enquanto a organização se refere ao ramo militar em questão. Finalmente, Smith identificou princípios (plausibilidade, continuidade através da paz e da guerra, variedade e persistente atividade agressiva) e factores contributivos (capacidade tecnológica e estratégia política).
Smith também analisou a doutrina soviética, considerando-a como "um conjunto de processos destinados a enganar, confundir e interferir na coleta precisa de dados sobre todas as áreas dos planos, objetivos e pontos fortes ou fracos soviéticos".
| A medida                | Nome russo                                        | Equivalente ocidental | Técnicas                                              | Exemplo |
| ----------------------- | ------------------------------------------------- | --------------------- | ----------------------------------------------------- | --- |
| Ocultação               | сокрытие (sokritie)                               | Camuflagem            | Toldos, cobertura de fumaça, redes, silêncio de rádio | Construção de tanques em uma fábrica de automóveis                                                                  |
| Imitação                | имитация (imitatsia)                              | Mimetismo             | Manequins, bonecos militares                          | Tanques falsos com refletores de radar; pontes falsas criadas por uma linha de refletores de radar flutuantes       |
| Simulação               | симуляция (simuliatsia)                           | Simulação             | Réplicas não funcionais de equipamentos               | Bateria de artilharia fictícia completa com ruído e fumaça                                                          |
| Desinformação           | дезинформация (desinformatsia)                    | Desinformação         |                                                       | Cartas falsas; informações falsas divulgadas na mídia; mapas imprecisos; ordens falsas; encomendas com datas falsas |
| Manobras demonstrativas | демонстративные маневры (manivri Demonstrativnie) | Finta                 | Trilhas falsas                                        | Ataques longe objetivo tático aparente; pontes longe de rotas de ataque                                             |